# Epigynopteryx townsendi
Epigynopteryx townsendi là một loài bướm đêm trong họ Geometridae.